# Sierra de Cayey
La sierra de Cayey es una formación montañosa que forma parte de la cordillera Central de Puerto Rico. La sierra se encuentra en el sector suroriental de la cordillera, sus elevaciones no superan los 1000 m.
En la sierra de Cayey posee sus fuentes el río Grande de Loíza, que es el río más grande de Puerto Rico. El río de La Plata, fluye por el valle de Cayey donde se encuentra el pueblo de Cayey sobre la ladera septentrional de la sierra. En la zona hay cultivos de tabaco y café.